# ULAS J1120+0641
Coordenadas:  11h 20m 11.48s, −06° 41′ 24.3″
ULAS J1120+0641 es el cuásar más lejano descubierto. Fue observado cuando el universo tenía 770 millones años después del Big Bang y fue el primer cuásar descubierto con un corrimiento al rojo de 7,085. Su descubrimiento fue anunciado en junio de 2011.

## Descubrimiento
ULAS J1120+0641 fue descubierto en 2011 mediante el telescopio UKIRT Infrarred Deep Sky Survey (UKIDSS) localizado en Hawái, en la ascensión recta de 11h 20m 11,48 y la declinación de +06° 41' 24,3'' que corresponde con la constelación de Leo.

## Descripción
Tiene un corrimiento al rojo aproximado de 7,085, una luminosidad de {\displaystyle 6,3\times 10^{13}L\odot } y alberga un agujero negro con una masa de {\displaystyle M=2,9\times 10^{9}M\odot } ,(donde {\displaystyle L\odot } y {\displaystyle M\odot } son la luminosidad y la masa del sol respectivamente), es el cuásar más lejano descubierto hasta la fecha (junio de 2011). Emite la luz observada desde la Tierra menos de 770 millones de años tras el Big Bang, hace aproximadamente 13 000 millones de años. Esto es unas 100 veces antes que la luz del cuásar más lejano antes observado.

La luminosidad de este cuásar es de 6,3 x 1013 veces la del Sol. Esta energía genera un agujero negro supermasivo. Mientras que el agujero negro supermasivo alimenta el cuásar, la luz no proviene del propio agujero negro.

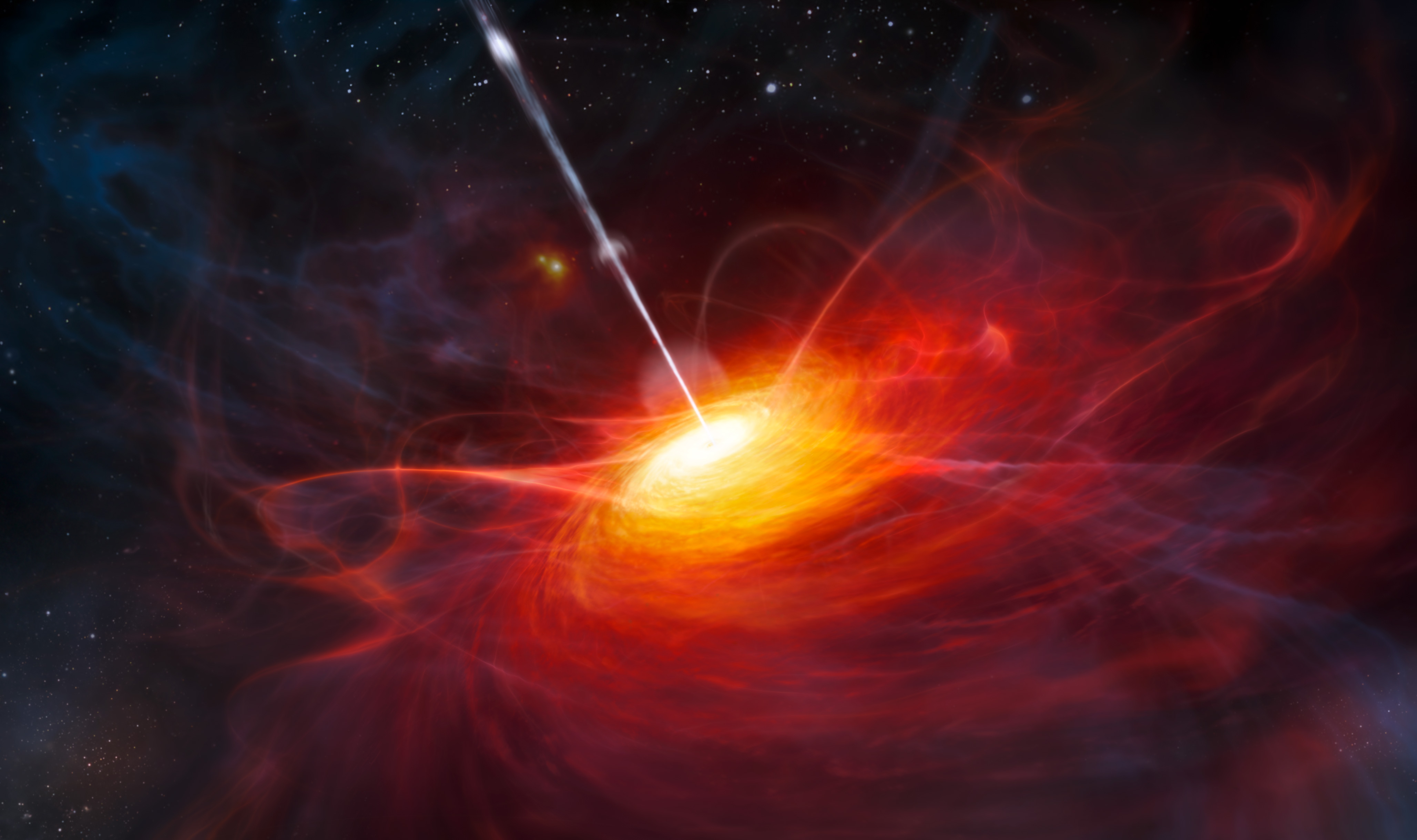
Renderizado artístico del cuásar ULAS J1120+0641